# Dicyclohexylamine
Dicyclohexylamine is een secundair amine met als brutoformule C12H23N. Het is een heldere, kleurloos tot lichtgele vloeistof met een visgeur (typisch voor amines). Ze is weinig oplosbaar in water. Het is als vele amines een organische base.

## Synthese
Dicyclohexylamine wordt samen met cyclohexylamine bereid door de katalytische hydrogenering van aniline, met als katalysator ruthenium en/of palladium. Deze methode levert hoofdzakelijk cyclohexylamine met slechts weinig dicyclohexylamine.
Dicyclohexylamine kan eveneens bereid worden door difenylamine te hydrogeneren met behulp van een rutheniumkatalysator, of door de reactie van cyclohexanon met cyclohexylamine in aanwezigheid van palladium op koolstof als katalysator en onder een waterstofdruk van ongeveer 4 bar.

## Toepassingen
Dicyclohexylamine heeft toepassingen die vergelijkbaar zijn met die van cyclohexylamine, namelijk de productie van:
- antioxidanten in rubber en plastics
- vulkanisatieversnellers voor rubber
- corrosie-inhibitoren in stoomleidingen en stoomketels
- landbouwchemicaliën
- textielchemicaliën
- katalysatoren voor flexibele polyurethaanschuimen